# Jakub Szamiłow
Jakub Dżanbiekowicz Szamiłow (ros. Якуб Джанбекович Шамилов, ur. 25 kwietnia 1991) – rosyjski judoka. Olimpijczyk z Tokio 2020, gdzie zajął dziewiąte miejsce w wadze półlekiej.
Brązowy medalista mistrzostw świata w 2021. Startował w Pucharze Świata w latach 2011–2103, 2015 i 2016. Trzeci na uniwersjadzie w 2013. Mistrz Rosji w 2011; drugi w 2015 i trzeci w 2010 i 2018 roku.

## Letnie Igrzyska Olimpijskie 2020
| Konkurencja | Eliminacje              | Eliminacje                  | Klas. końcowa |
| Konkurencja | Przeciwnik I            | Przeciwnik II               | Miejsce       |
| ----------- | ----------------------- | --------------------------- | ------------- |
| 66 kg       | Sebastian Seidl (GER) Z | Waża Margwelaszwili (GEO) P | 9.            |